# واسرلیش
واسرلیش (به آلمانی: Wasserliesch) یک شهر در آلمان است که در تریر-زاربورگ واقع شده‌است. واسرلیش ۲٬۲۳۳ نفر جمعیت دارد.